# はじかき
はじかきは、日本の妖怪絵巻に描かれている妖怪。絵巻物によっては名称ははじっかきとも書かれる。絵巻物に姿が描かれているのみの妖怪であり、詳細は不明である。

## 概要
両手を頭の上にかかげ、顔を恥ずかしがって隠しているように見える姿で描かれている。江戸時代に描かれた絵巻物『百物語化絵絵巻』（1780年）や『化物絵巻』（蔵・国立歴史民俗博物館）、『化物尽絵巻』（蔵・国際日本文化研究センター）などに確認されている。尾田郷澄『百鬼夜行絵巻』にも同様の図柄が描かれているが名称の記述はなく無名である。